# Imma penthinoides
Imma penthinoides är en fjärilsart som beskrevs av Arnold Pagenstecher 1884. Imma penthinoides ingår i släktet Imma och familjen Immidae. Inga underarter finns listade i Catalogue of Life.